# Lo spazio dell'immagine
"Lo spazio dell'immagine" è stata una delle grandi esposizioni d'arte contemporanea degli anni sessanta che segnarono, artisticamente, l'epoca. Si svolse a Foligno negli spazi rinascimentali di Palazzo Trinci dal 2 luglio al 1º ottobre 1967. L'organizzazione fu curata da: Bruno Alfieri, Giuseppe Marchiori, Giorgio De Marchis, Gino Marotta, Stefano Ponti, Lanfranco Radi, Luciano Radi. L'allestimento fu progettato dall'architetto Fabrizio Bruno.
L'esposizione ospitò opere, costituite da ambienti plastico-spaziali, e pertanto destinate ad essere smontate con la fine della mostra, realizzate da grandi artisti quali Lucio Fontana, Ettore Colla, Getulio Alviani,  Agostino Bonalumi, Enrico Castellani, Mario Ceroli, Luciano Fabro, Tano Festa, Piero Gilardi, Gino Marotta, Eliseo Mattiacci, Romano Notari, Pino Pascali, Michelangelo Pistoletto, Paolo Scheggi, Gruppo MID (Antonio Barrese, Alfonso Grassi, Gianfranco Laminarca, Alberto Marangoni), Gruppo N (Alberto Biasi, Ennio Chiggio, Toni Costa, Edoardo Landi, Manfredo Massironi), Gruppo T (Davide Boriani, Gianni Colombo, Gabriele De Vecchi).
La mostra fu presentata da critici e storici dell'arte quali: Umbro Apollonio, Giulio Carlo Argan, Palma Bucarelli, Maurizio Calvesi, Germano Celant, Giorgio de Marchis, Gillo Dorfles, Christopher Finch, Udo Kultermann, Giuseppe Marchiori e Lara Vinca Masini.